# Donacoscaptes phlebitalis
Donacoscaptes phlebitalis là một loài bướm đêm trong họ Crambidae.